# ۹۰۲ (خورشیدی)
۹۰۲ نهصد و دومین سال هجری خورشیدی است.

## درگذشتگان
- اوایل اردیبهشت - قتل میرزا حسین اصفهانی، وکیل نفس نفیس همایون شاه اسماعیل یکم صفوی در تبریز.